# Cherie Lunghi
Pour les articles homonymes, voir Lunghi.
Cherie Lunghi, née le 4 avril 1952 à Nottingham, est une actrice britannique de cinéma, théâtre et télévision.

## Filmographie sélective

### Au cinéma
- 1981 : Excalibur de John Boorman : Guenièvre
- 1984 : Parker de Jim Goddard (en)
- 1985 : Le Roi David de Bruce Beresford : Michal
- 1986 : Mission de Roland Joffé : Carlotta
- 1988 : Le Complot : Halina
- 1994 : Frankenstein de Kenneth Branagh : Caroline Beaufort Frankenstein
- 1995 : Jack et Sarah : Anna
- 2004 : Vipère au poing de Philippe de Broca : Miss Chilton
- 2011 : Love's Kitchen : Margaret
- 2018 : Patrick de Mandie Fletcher : Rosemary

### À la télévision
- 1983 : Le signe des quatre (téléfilm) : Mary Morstan
- 1986 : Les Louves (Letters to an Unknown Lover) (téléfilm) : Hélène
- 1989 - 1990 : Miss Manager et ses footballeurs (12 épisodes) : Gabriella Benson
- 1992 : Covington Cross (10 épisodes) : Lady Elizabeth
- 1996 : Le Fantôme de Canterville (en) : Lucille Otis
- 1999 : Nikita (saison 3, épisode 6 Love and Country) : Corinne Markali
- 1999 : David Copperfield : Mrs Steerforth
- 2001 : EastEnders (4 épisodes) : Jan Sherwood
- 2007 à 2011 : Journal intime d'une call girl (17 épisodes) : Stephanie
- 2013 : Meurtres au paradis (saison 2, épisode 3) : Jayne Smythe
- 2013 : Le cœur a ses raisons (When Calls the Heart) (Le Journal d'une institutrice) (téléfilm) : Mme Thatcher
- 2015 : Unforgotten : Shirley Cross